# Telemundo
Telemundo je ameriška televizijska postaja v lasti Comcasta.